# Uta Belina Waeger

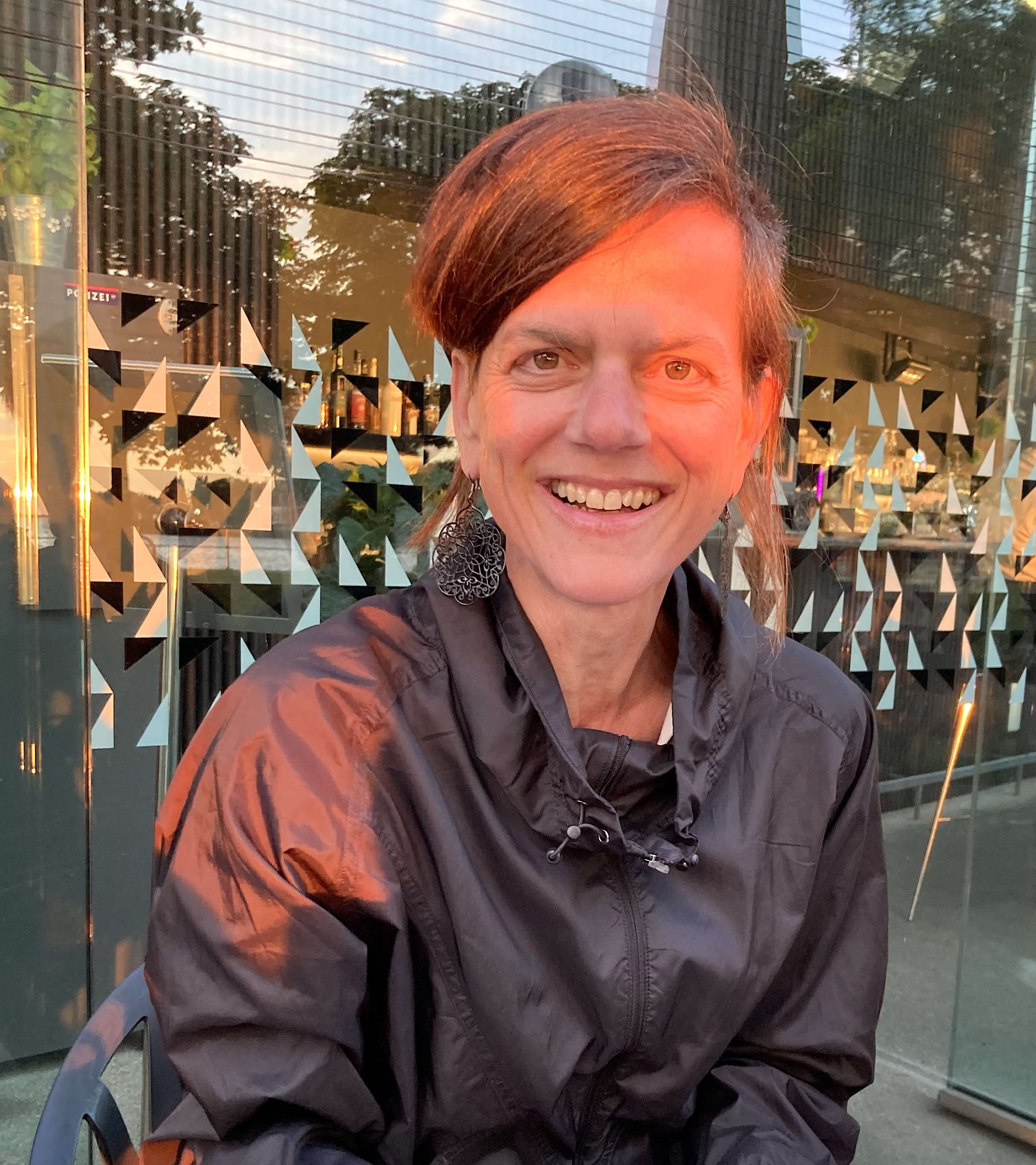
Uta Belina Waeger 2022

Uta Belina Waeger (* 1966 in Vorarlberg) ist eine bildende Künstlerin, die sich vorwiegend der Objekt- und Installationskunst widmet. Sie lebt und arbeitet in München und Dornbirn.

## Leben
1984 wurde UBW an der Akademie der Bildenden Künste Wien immatrikuliert und studierte dort Kleinplastik in der Meisterklasse von Ferdinand Welz. Zwischen 1985 und 1988 schloss sie ihr Studium der Gestaltungslehre bei Peter Weibel und Bernhard Leitner und des Textilen Werkens bei Sepp Moosmann an der Universität für angewandte Kunst Wien ab. 1988 erhielt Uta Belina Waeger das Österreichisch-Amerikanische Fulbright-Stipendium für zwei Studienjahre in den USA. Sie schloss das Graduate-Studium in Malerei bei Ted Kurahara am Pratt Institute in New York 1990 mit dem Titel „Master of Fine Arts“ ab und 1991 das Studium an der Universität für Angewandte Kunst in Wien mit dem Abschluss des akademischen Grades „Magistra Artium“.
Ab 2002 wurde Uta Belina Waeger zu internationalen Lehraufträgen berufen; sie unterrichtete u. a. 2002 an der Pädagogischen Hochschule Warschau, Polen, 2003 an der Universität Lappland (Kunstakademie) Rovaniemi, Finnland, 2006–2010 an der Fachhochschule Vorarlberg, Dornbirn, Österreich, 2007–2010 an der Schule für Gestaltung, St. Gallen, Schweiz und 2010 an der Kunstuniversität Hangzhou (Hochschule der Künste Hangzhou), PR China. Zwischen 2012 und 2013 widmete sich Waeger dem Studium der Philosophie an der Hochschule für Philosophie München.
2022 wurde ihr der Staatspreis der Republik Österreich für Experimentelles Design verliehen.

## Ausstellungen (Auswahl)
Uta B. Waeger hat seit 1987 nationale und internationale Einzel- und Gruppenausstellungen, sowie Teilnahmen an Kunst-Messen
| 2025 | "Ulkus mal Ulkig"                                 | Galerie vor Ort. Altach, Österreich (E)                                          |
|      | "Unterm Teppich"                                  | Künstlerhaus Bregenz, Palais Thurn und Taxis, Bregenz, Österreich                |
| 2024 | "DeKonstruktion"                                  | KunstKontor Nürnberg (E)                                                         |
|      | "UNVOLLENDET"                                     | Kunsthalle Milk Ressort, Göfis, Österreich                                       |
| 2023 | „camera miracula - Erde trifft Eisen“             | Kunstraum Engländerbau, Vaduz, Liechtenstein, zusammen mit Maria Jansa (K)       |
|      | „Der Makel als Gestaltungsprinzip“                | emsiana, Hohenems, Österreich zusammen mit Maria Jansa                           |
|      | "Auf Einladung # 07 - kuratiert von Maria Jansa   | Quadrart Dornbirn, Dornbirn, Österreich                                          |
|      | „Künstlerinnen der Gegenwart“                     | Museum Rohnerhaus, Lauterach, Österreich                                         |
| 2022 | „Die weisse Spannung“                             | Museum Boppard, Boppard am Rhein, Deutschland (E,K)                              |
|      | „Das Paradies findet statt“                       | Kunstgarten Berneck, Berneck, Schweiz (zus. mit Maria Jansa)                     |
|      | „Grafische Zeichen der Zeit“                      | Museum Rohnerhaus, Lauterach, Österreich                                         |
| 2021 | "Auf Einladung # 01 - kuratiert von Herrmann Präg | Quadrart Dornbirn, Dornbirn, Österreich                                          |
|      | 25 Jahre Kunstforum Montafon                      | Kunstforum Montafon, Schruns, Österreich (K)                                     |
| 2020 | „curated by....“                                  | Galerie Renate Bender, München, Deutschland                                      |
|      | „Zwischen den Stühlen“ Bild-OBJEKT-Raum           | Bildraum Bodensee, Bregenz, Österreich (E)                                       |
|      | „Zimmer Ecken“                                    | Museum Villa Flora, Winterthur, Schweiz (K)                                      |
|      | 20 Jahre Villa Falkenhorst                        | Villa Falkenhorst, Thüringen, Österreich                                         |
|      | Freiheit. Flucht.Reise.Existenz. - Paula Ludwig   | Kunsthalle Milk Ressort, Göfis, Österreich                                       |
| 2019 | 200 Jahre Thonet – „Bugholz, vielschichtig“       | MAK Wien – Museum für angewandte Kunst, Österreich (K)                           |
|      | „DNA – Fragmente der modernen Kunst Vorarlbergs“  | ORF Studio Vorarlberg – Kunst im Funkhaus, Österreich                            |
|      | „4. Roter Kunstsalon“                             | Museum Villa Rot, Burgrieden, Deutschland                                        |
|      | „aus der Sammlung“                                | Vorarlberger Landesregierung, Bregenz, Österreich                                |
|      | „Tortenroller, Karetta, Mushroom.....“            | QuadrART Dornbirn, Dornbirn, Österreich                                          |
| 2018 | Sonderausstellung im Rahmen der GUSTAV            | Messe Dornbirn, Österreich (E)                                                   |
|      | „155 Schritte ins Paradies“, Kunstinstallation    | Burgruine Alt-Ems, Hohenems, Österreich (E,K)                                    |
|      | „3. Roter Kunstsalon“                             | Museum Villa Rot, Burgrieden, Deutschland                                        |
|      | Sondershow auf der Messe „Gustav“                 | Messe Dornbirn, Österreich (E)                                                   |
| 2017 | „Von der Kunst zum Design und zurück“             | vorarlberg museum, Bregenz, Österreich (E,K)                                     |
|      | „Körperhüllen“                                    | Städt. Galerie Wangen, Deutschland                                               |
|      | „Selbstbestimmt“                                  | Museum Rohnerhaus, Lauterach, Österreich                                         |
| 2016 | „Vogelfrei“                                       | Kunstprojekt im Adlerhorst am Pfänder, Bregenz, Österreich                       |
|      | Mitgliederausstellung                             | Künstlerhaus Bregenz, Palais Thurn und Taxis, Bregenz, Österreich                |
| 2015 | „Von der Vorahnung zur Nachahmung“                | Neuer Aschaffenburger Kunstverein, Aschaffenburg, Deutschland (E mit Bruno K.,K) |
|      | „Das rote Band“                                   | Villa Falkenhorst, Thüringen, Vorarlberg (E,K)                                   |
| 2014 | „Lesen“                                           | Künstlerhaus Bregenz, Österreich                                                 |
| 2012 | „Kunst-Schreine“                                  | Art Austria Messe, Wien, Österreich (E)                                          |
|      | „Kunst-Schreine“                                  | „KIAF“, Intern. Kunstmesse Seoul, Süd-Korea                                      |
| 2011 | „Ansichten VIII: Verhüllt“                        | QuadrART Dornbirn, Österreich (E)                                                |
|      | „S Frei ha metanand“                              | Kunst am Bau im Haus Klosterreben, Rankweil, Österreich (E)                      |
| 2010 | „On the Art of Wrapping“                          | Kunstuniversität Hangzhou, Zhejiang-Universität, VR China (E)                    |
|      | „Von der Kunst des Ver- und Entbergens“           | Galerie Winter, Hattenheim, Deutschland (E)                                      |
| 2009 | „9 Bäume“                                         | Kunstpfad Trasse Langenegg-Doren, Österreich                                     |
| 2008 | „Gipfeltreffen“                                   | Kunstverein Mörfelden-Walldorf/Frankfurt, Deutschland (K)                        |
| 2007 | „Kindheit-Dialog“                                 | Museum Rohnerhaus, Lauterach, Österreich                                         |
| 2006 | „Philosophinnen-Liebhaberinnen der Weisheit“      | Frauenmuseum Hittisau, Österreich                                                |
| 2005 | „Kratzen-Ätzen-Pressen“                           | Museum für Druckgrafik, Rankweil, und Kleine Galerie, Wien, Österreich           |
|      | „Art Santa Fe 2005“                               | Messe-Projektraum, Santa Fe, USA                                                 |
|      | „Infinite Variety“                                | Künstlerhaus Palais Thurn und Taxis, Bregenz, Österreich                         |
|      | „Papier“                                          | Künstlerverein Walkmühle, Wiesbaden, Deutschland                                 |
| 2004 | „Intervention“                                    | Rauminstallation in Johanniterkirche Feldkirch, Österreich (E)                   |
| 2003 | „Vorarlberg Schwerpunkt“                          | Frauenmuseum Wiesbaden, Deutschland (K)                                          |
| 2002 | „Kunst-Korridor“                                  | Palais Liechtenstein, Feldkirch, Österreich (E)                                  |
| 2001 | „15th Int. Triennial of Drawings“                 | Museum of Modern and Contemporary Art, Rijeka, Kroatien                          |
| 2000 | „Ge(r)eist“                                       | Galerie Sechzig, Feldkirch, Österreich (E)                                       |
| 1999 | „Meilensteine“                                    | Grenze Liechtenstein – Österreich                                                |
| 1998 | „Letters“                                         | Galerie Kakurega, Tokio, Japan (E)                                               |
| 1997 | „Grenze Haut“                                     | Galerie in der Lände, Kressbronn (E)                                             |
|      | „Ich und das Objekt“                              | Künstlerhaus Bregenz, Palais Thurn + Taxis, Bregenz, Österreich                  |
| 1996 | „Land – Semlja“                                   | Landhaus, Bregenz, Österreich                                                    |
| 1995 | „Kunst in der Stadt“                              | Fassaden-/Fenstergestaltung, Feldkirch, Österreich (E)                           |
|      | „Hopor“                                           | Stadtmuseum Urupinsk b/Volgograd, Russland                                       |
|      | „Über die Grenzen“                                | Kutna Hora, Tschechien                                                           |
|      | „Junge Österreicher“                              | Budapest, Ungarn                                                                 |
| 1994 | „Transparencies“                                  | SOHO 20 Gallery, New York, USA (E)                                               |
| 1993 | „Ver-Häut-Ungen“                                  | Traklhaus, Waagplatz, Salzburg, Österreich (E)                                   |
| 1991 | „Malerei als Skulptur“                            | Kunst.Raum.Dornbirn, Österreich (E,K)                                            |
| 1987 | „Logo-Kultur“                                     | Universität für Angewandte Kunst Wien, Wien, Österreich                          |

## Auszeichnungen und Stipendien
- 2022: Outstanding Artist Award für Experimentelles Design der Republik Österreich[1]
- 2022: 1. Preis, zusammen mit Maria Jansa, bei dem Projekt: „Das Paradies findet statt“, Berneck, Schweiz
- 2011: 1. Preis und Auftrag zur Realisierung des Kunst am Bau Projektes im Sozialzentrum Rankweil, Österreich
- 2005: Landesstipendium für 1 Monat in Paliano, Italien
- 2003: 1. Preis beim Wettbewerb „Wurzel & Weite“ anlässlich des Mitteleuropäischen Katholikentages
- 1999: Landesstipendium für 2 Monate in Chios, Griechenland
- 1998: Staatliches Stipendium für 5 Monate in Fujino/Tokio, Japan
- 1994: Staatliches Stipendium für 3 Monate in Prag, Tschechien
- 1988: Fulbright-Stipendium am Pratt Institut, NYC für zwei Studienjahre in New York, USA

## Werke in öffentlichen Sammlungen
- Sammlung des Landes Vorarlberg
- Sammlung Vorarlberg Museum, Bregenz
- Sammlung der Stadt Dornbirn
- Sammlung der Dornbirner Sparkasse
- Sammlung Erhard Witzel im Quadrart Dornbirn
- Sammlung der Sparkasse Feldkirch
- Sammlung Museum Rohner
- Ministerium für Kultur, Moskau, Russland
- Sammlung der koreanischen Nationalbank, Seoul, Südkorea
- Sammlung Sheng, Shanghai, VRC
- Sammlung Yamamoto, Tokio, Japan
- Sammlung der Stadt Boppard a.Rhein, Museum Boppard
- Bundesministerium für Kunst, Wien
- Sammlung der Stadt Wien
- Sammlung Museum für angewandte Kunst (MAK) Wien

## Publikationen
(Quelle: )
- Malerei als Skulptur – Skulptur als Malerei. 1989 – 1991. Kunstraum.Dornbirn, Text: Wolfgang Fetz, 1991, ISBN 3-900851-20 4.
- Grenze Haut. Galerie Lände (Hrsg.), Kressbronn 1997, Text: Barbara Ehrmann.
- Intervention in der Johanniterkirche. Feldkirch 2004.
- Kunst (retro) spektiv. Dornbirn 2004–2007.
- Gipfeltreffen. Jan-Ulrich Schmidt, Uta Belina Waeger, Miriam Wetzel. Erhard Witzel (Hrsg.), Kommunale Galerie Mörfelden-Walldorf, 2008.
- von der kunst des ver- und ent-bergens. Universität Hangzhou (Chinesische Hochschule der Künste), PR China, 2010, ISBN 978-3-901825-19-4.
- Von der Vorahnung zur Nachahmung. Neuer Kunstverein Aschaffenburg e.V., Aschaffenburg, 2015., Text: Elisabeth Claus
- Das rote Band. Villa Falkenhorst, Thüringen, 2015, Text: Karlheinz Pichler
- "Künstlerin im Gespräch[3]" Schriftenreihe # 07. vorarlberg museum, Bregenz (Hrsg.) 2017, ISBN 978-3-99018-411-0., Texte: Theresia Anwander, Ingrid Adamer, Renate Breuß
- 155 Schritte ins Paradies[4], Kunstinstallation auf dem Schloßberg Alt-Ems, Hohenems, Verkehrsverein Hohenems und Quadrart Dornbirn (Hrsg.). 2018 Texte: Gabi Fleisch, Dieter Heidegger
- Die weisse Spannung[5], Museum Boppard, Boppard am Rhein, Katalog: Texte von Daniela Weinstock, Frank Schroeder  und Film: SWR, 2022
- Verhäutungen im Raum, Engländerbau Vaduz, Liechtenstein, 2024
- Camera Miracula, Erde - Eisen, Engländerbau Vaduz, Liechtenstein (zusammen mit Maria Jansa), 2024, Texte: Ariane Grabher, Margot Prax